# Joshua Angrist
Joshua David Angrist (født 18. september 1960 i Columbia i Ohio, USA) er en amerikansk/israelsk økonom, der er professor ved Massachusetts Institute of Technology. Han fik i 2021 Nobelprisen i økonomi sammen med sin medforfatter Guido Imbens og med arbejdsmarkedsøkonomen David Card for deres forskning, der gjorde brug af naturlige eksperimenter. Angrist og Imbens delte halvdelen af prisen for deres fælles arbejde med at udvikle metoder til at studere dette forskningsområde.

## Karriere
Angrist fik en mastergrad i økonomi ved Princeton University i 1987 og en Ph.D.-grad sammesteds i 1989. Hans Ph.D.-afhandling havde titlen Econometric Analysis of the Vietnam Era Draft Lottery. Derefter var Angrist adjunkt på Harvard University 1989-1991, senior lecturer ved Det hebraiske universitet i Jerusalem 1991-95 og lektor sammesteds 1995-1996, lektor ved MIT 1996-1998 og professor ved MIT fra 1998 og frem.

## Forskning
Angrist og Imbens har sammen udarbejdet en metodologi til at afgøre, i hvilket omfang man kan bruge naturlige eksperimenter til bl.a. at udlede gyldige udsagn om årsag og virkning af økonomisk-politiske tiltag. Deres metode anvendes i dag af mange forskere, der arbejder med empiriske undersøgelser. Ifølge lektor Jeppe Druedahl ved Københavns Universitet er deres arbejde ligesom David Cards et eksempel på, hvordan faget økonomi de seneste 30-40 år har ændring sig i retning mod et større fokus på empirisk arbejde ved at designe undersøgelser og udvikle pålidelige metoder til at finde årsagssammenhænge. Metoderne bruges nu ikke kun indenfor økonomi, men også indenfor andre samfundsvidenskaber som sociologi og statskundskab.